# Cum nimis absurdum
La bolla Cum nimis absurdum («Poiché è oltremodo assurdo» in lingua latina), emanata il 14 luglio 1555 da papa Paolo IV (al secolo Gian Pietro Carafa), dando seguito alle disposizioni del Concilio Lateranense IV nei paragrafi 67-70, pose una serie di limitazioni ai diritti delle comunità ebraiche presenti nello Stato Pontificio.

## Descrizione
Fino alla metà del Cinquecento il papato, dopo l'impero, era stato il più importante protettore della vita ebraica nell'Occidente europeo. Cedendo alle pressanti insistenze di molteplici regnanti del tempo, chiese locali e, soprattutto, degli ordini religiosi, in particolare dei Francescani Osservanti, la Chiesa decise di emanare un provvedimento restrittivo per la comunità ebraica dello Stato Pontificio. Inoltre, pareva inaccettabile che si stesse lottando a oltranza contro i protestanti, mentre si tolleravano coloro che negavano la divinità di Cristo.
In particolare, la bolla impose agli ebrei l'obbligo di portare un distintivo turchese (glauci coloris), li escluse dal possesso di beni immobili e vietò ai medici ebrei di curare cristiani. La bolla sancì inoltre la costruzione di appositi ghetti entro i quali gli ebrei avrebbero dovuto vivere e portò alla creazione, fra l'altro, del ghetto di Roma.
Sette anni dopo papa Pio IV (Giovanni Angelo Medici), avversario della famiglia Carafa, con la bolla Dudum a felicis del 27 febbraio 1562 ammorbidiva gli articoli più vessatori della bolla di Paolo IV, in particolare per quanto riguarda le limitazioni all'attività economica, il possesso di beni immobili anche fuori dai ghetti e assolveva chi non avesse rispettato le norme della Cum nimis absurdum.
Tuttavia tale bolla costituì un precedente nella legislazione papale e i suoi effetti si sentirono fino alla presa di Roma nel settembre 1870. Molte delle ordinanze specificate nei quindici articoli della bolla furono in seguito adottate da altri capi di Stato italiani.
È la prima delle bolle papali che lo storico ebreo Attilio Milano ha qualificato, insieme alla Hebraeorum gens (1569) e alla Caeca et obdurata (1593) come bolle infami:
( Attilio Milano, Storia degli Ebrei in Italia, Torino, Einaudi, 1963,  p. 247.)

## L'incipit
Paolo IV così spiegò nelle prime parole della Cum nimis absurdum la necessità delle misure antiebraiche:

## Effetti della bolla
La bolla, suddivisa in 13 paragrafi, stabilì l'obbligo per gli ebrei di:
- Abitare in luogo separato dalle case dei cristiani, il serraglio[5], con un solo ingresso e una sola uscita.
- Non avere più di una sinagoga per ogni città ove era presente una comunità ebraica e l'obbligo di demolire tutte le altre.
- Portare un segno distintivo di colore turchese (glauci coloris): un cappello per gli uomini e un fazzoletto per le donne.
- Non tenere servitù cristiana.
- Durante le festività cristiane, non lavorare in pubblico e non far lavorare i dipendenti.
- Non fare gli "strozzini" con i cristiani e non stipulare con essi contratti falsi o fittizi.
- Non divertirsi, mangiare o conversare familiarmente con i cristiani.
- Redigere i libri contabili e le registrazioni relative ad affari con cristiani solo in lingua italiana.
- Non esercitare alcun commercio al di fuori di quello degli stracci e dei vestiti usati, e limitare la mercanzia di frumento ed orzo e altri beni alla necessità umana.
- Non curare cristiani, per i medici ebrei.
- Non farsi chiamare con l'appellativo di «signore» dai cristiani poveri (era in uso all'epoca che i ricchi si facessero chiamare "signore" dai poveri).
- Rispettare gli statuti favorevoli ai cristiani in vigore nei luoghi in cui risiedessero temporaneamente.
- Punizione per i contravventori.

La bolla oltre alla persecuzione degli ebrei ebbe anche un effetto non voluto e negativo per l'economia dello Stato Pontificio: la fuga di molti imprenditori ebrei, specialmente del commercio, interno e internazionale, finì col danneggiare l'economia dello Stato mentre 
()